# Rudolph Minkowski
| Asteroides descubiertos: 1 | Asteroides descubiertos: 1 |
| -------------------------- | -------------------------- |
| (1620) Geógrafo            | 14 de septiembre de 1951   |

Rudolf Leo Bernhard Minkowski (Estrasburgo, 28 de mayo de 1895 - Berkeley, 4 de enero de 1976) fue un astrónomo germano-estadounidense, director del programa Palomar Observatory Sky Survey y premio Bruce en 1961.
Especialista en espectroscopia, su clasificación de las supernovas ha sido utilizada para determinar las distancias de las galaxias, algunas de las cuales fueron descubiertas por él mismo.

## Biografía
Minkowski nació en Estrasburgo en una familia de origen polaco. Su padre fue el patólogo Oskar Minkowski y su tío el matemático Hermann Minkowski. Soldado durante la Primera Guerra Mundial, se graduó en Física en la Universidad de Breslavia y se doctoró bajo la dirección de Rudolf Ladenburg en 1921. Comenzó su carrera académica en la Universidad de Hamburgo, en la que trabajó como Assistent (ayudante científico) desde 1922, Privatdozent (investigador titular) desde 1926 y Extraordinarius o catedrático desde 1931. En Hamburgo trabó amistad con Walter Baade quien, tras la toma del poder por los nacionalsocialistas, le aconsejó que emigrara. Minkowski no solo tenía ascendencia judía, sino que se había casado con una mujer judía: Luise David, hija de Alfons David, presidente del Tribunal del Imperio alemán. Partió a Estados Unidos, en principio con la intención de estar un año. Durante su estancia se enteró de que había perdido su empleo en Alemania. Su puesto en el Monte Wilson se convirtió en plaza definitiva.

## Carrera
En Alemania trabajó principalmente en problemas de espectroscopia más orientados hacia la física que la astronomía: la anchura de las líneas espectrales, la determinación de sus estructuras finales o sus absorciones. En los Estados Unidos se dedicó a asuntos más próximos a la astronomía y radioastronomía donde su experiencia de la espectroscopia le fue muy valiosa.
En colaboración con Walter Baade estudió las supernovas. Su clasificación de las supernovas en tipo I y II basada en sus características espectrales ha sido utilizada para determinar las distancias de las galaxias. En 1960 Minkowski descubrió una galaxia con un corrimiento al rojo de 0,48 (3C 295). Fue necesario esperar quince años y el descubrimiento del primer cuásar para batir este récord.
Minkowski estuvo a la cabeza del POSS (Palomar Observatory Sky Survey), un alzado astronómico del cielo del hemisferio norte de los objetos de una magnitud aparente de hasta -22. Descubrió con Albert George Wilson el asteroide (1620) Geographos en 1951.
Recibió la medalla Bruce en 1961.

## Eponimia
- El cráter lunar Minkowski lleva este nombre en su memoria, honor compartido con su tío, el matemático alemán del mismo apellido Hermann Minkowski (1864-1909).[3]